# 이길용 (1959년)
이길용(1959년 9월 29일 ~ )은 대한민국의 전 축구 선수이다.

## 클럽 경력
포항제철 아톰스 (현 포항 스틸러스)에서 활동하였으며 1983 시즌 K리그 베스트 11에 선정되었다. K리그 통산(정규리그와 리그컵 포함) 92출장, 17득점, 12도움의 기록음 남겼다.

## 국가대표 경력
1983년 3월 일본과의 친선경기에서 국가대표로서 첫 출전했다. 이후 1983 대통령배 국제축구대회에 나섰다.
1983 대통령배 국제축구대회가 끝난 직후 8월 3일 과테말라 전에서 경기가 끝나기 13분전 만회골을 기록했다. 로스앤젤레스 올림픽 최종예선에서 사우디아라비아를 상대로 1골을 기록했다.
이후 1984 대통령배 국제축구대회에 소집되어 1경기를 치루었다.

## 지도자 경력
2000년 신한고등학교 축구부 감독으로 부임하여 2002년 제10회 백록기 전국고교 축구대회 3위를 이끌었다.